# Elizabeth Neira
Elizabeth Neira Calderón (Santiago, 11 de enero de 1973) es una poeta, periodista y artista visual chilena.

## Biografía
Nació el 11 de enero de 1973 en una población en la comuna de San Miguel de la ciudad de Santiago, donde se interesó por el arte y la escritura desde pequeña y vivió su educación escolar. Estudió periodismo en la Universidad de Chile.
Mientras estudiaba en la universidad trabajó en el diario La Época cubriendo las páginas de cultura. Posteriormente ejerció el periodismo en varios diarios y revistas como Patrimonio Cultural y La Noche Rocinante hasta que comenzó a escribir para el diario El Mercurio, cubriendo la actividad cultural. Por otro lado, participó en talleres de escritura dirigidos por Gonzalo Millán y Carmen Berenguer.
Desde el 2000 en adelante ha desarrollado su obra artística. Un hito en su carrera fue la publicación de su poemario Abyecta el año 2003, de contenido erótico y crítica social, con el que ganó la beca Fondart para desarrollar la vídeo instalación Abyecta Poesía en Expansión, exhibida en el Centro Arte Alameda en enero y febrero de 2004. Con las lecturas en dicha instalación comenzó a realizar performances.
Posteriormente ha exhibido su obra visual y realizado performances y lecturas poéticas en distintos países de América Latina y Europa y colaborado con distintas artistas latinoamericanos. Su obra ha sido adaptada al teatro y la música.
Además, ha participado en proyecto de editoriales independientes en Chile y otros países de Latinoamérica, ejercido la docencia en talleres en México, Ecuador, Chile y Argentina; escrito crítica cultural para catálogos de artistas como Patricia Cepeda y Claudio Correa y coordinado residencias de arte de acción en el proyecto CasAcción en Valparaíso.
Actualmente realiza encuentros de poesía y performance a través de su productora de arte independiente, mantiene talleres de performance en Santiago y dirige la microeditorial Abyecta Ediciones Rabiosamente Independientes.

## Obra
Realiza performance, collage, poesía y creación de objetos con una propuesta ética, estética y política unificada, en la que su vida personal y posturas políticas tienen una gran influencia. Sus obras suelen tener un contenido crítico a la situación social,  política y al sistema económico fuerte neoliberal existentes en América Latina y Chile. La desigualdad económica, el clasismo, la institucionalidad estatal y la idiosincrasia conservadora chilena son algunos de los temas que abordan sus creaciones, en las que también existe una crítica feminista y decolonial.
Sus obras suelen tener el cuerpo como un eje de experimentación y expresión y en sus performances suele haber utilización de desnudos, música, disfraces y objetos fuertemente simbólicos.
Sus obras son creadas de forma autónoma y fuera de instituciones y circulan en Chile y América Latina por medio de encuentros y festivales independientes, festivales políticos, charlas en universidades y centros culturales, fiestas temáticas, lecturas poéticas, la auto publicación, la producción literaria en editoriales independientes y manifestaciones en el espacio público. Además, expone usualmente a través de internet vídeos de sus performance y fotografías de sus obras visuales, que en algunos casos vende a través de este (Neira, 2017, La tiendita del arte). 
Su formación como artista ha sido, en sus palabras, autodidacta y a partir las conversaciones que mantuvo con artistas consagrados y jóvenes con los que dialogó mientras trabajaba como periodista.
Ha colaborado con distintos artistas, entre ellos, en performance con la artista argentina Anabel Vanoni y con los performistas Luis Almendra y Nadia Benavides y en fotografía con Jorge Aceituno, Paz Errázuriz y Rudy Pradenas. Ha leído poesía junto a David Aniñir y Lucrecia Galvez, trabajado en cine con Francisco Huichaqueo en Antilef y junto a los músicos Dulcidio, los argentinos Valeria Cini y Nacho Marchiano, Rodrigo Hidalgo de los Parkinson, Mario Zeta y La Fusa.
Ha participado en encuentros de poesía y performance en Chile, Perú, Argentina, México, Guatemala, Honduras, El Salvador, Colombia, Ecuador, Venezuela, Brasil, República Dominicana, Canadá, España y Suecia y publicado en antologías de Chile, Argentina, Perú, México y España.